# Henry N. Cobb
Pour les articles homonymes, voir Cobb.
Henry Nichols Cobb, né le 8 avril 1926 à Boston et mort le 2 mars 2020 à Manhattan, est un architecte américain et cofondateur avec Ieoh Ming Pei de Pei Cobb Freed & Partners, une firme internationale d'architecture basée à New York.

## Biographie
Henry N. Cobb fait ses études à la Phillips Exeter Academy puis à l'Harvard Graduate School of Design. De 1980 à 1983, il retourne d'ailleurs à son alma mater à titre de directeur du département d'architecture d'Harvard. Il reçoit des doctorats honorifiques du Bowdoin College ainsi que de l'École polytechnique fédérale de Zurich. En 1983, il est élu académicien associé puis académicien en 1990 de l'Académie américaine de design.
En 2013, il gagne le prix Lynn S. Beedle du Council on Tall Buildings and Urban Habitat.
Il a vécu à New York ainsi qu'à North Haven dans la Maine.

## Réalisations notables
Cobb fut un architecte principal parmi ces projets :
- 1968 : Place Ville Marie (Montréal)
- 1968 : Campus de l'université d'État de New York à Fredonia
- 1971 : Harbor Towers (Boston)
- 1976 : John Hancock Tower (Boston)
- 1976 : Pavillon Wilson Commons de l'université de Rochester
- 1977 : World Trade Center (Baltimore)
- 1979 : One Dallas Centre (Dallas)
- 1983 : Siège social de Johnson & Johnson (New Brunswick)
- 1983 : Energy Plaza (Dallas)
- 1983 : Portland Museum of Art (Portland)
- 1985 : Siège social de Pitney Bowes (Stamford)
- 1989 : Library Tower (Los Angeles)
- 1992 : Siège du Crédit suisse First Boston à Canary Wharf (Londres)
- 1995 : Anderson School of Management (Los Angeles)
- 1998 : John Joseph Moakley United States Courthouse and Harborpark (Boston)
- 1999 : College-Conservatory of Music de l'université de Cincinnati
- 2003 : National Constitution Center (Philadelphie)
- 2005 : Hyatt Center (Chicago)
- 2005 : Palazzo Lombardia (Milan)
- 2005 : Bureaux du Fonds monétaire international (Washington)
- 2005 : Center for Government and International Studies de l'université Harvard
- 2008 : Federal Reserve Bank of Kansas City
- 2008 : Torre Espacio (Madrid)